# Stefan Szwarczyk
Stefan Aleksander Szwarczyk (ur. 6 marca 1927 w Sanoku, zm. 23 września 1993 tamże) – polski funkcjonariusz Urzędu Bezpieczeństwa Publicznego, działacz partyjny.

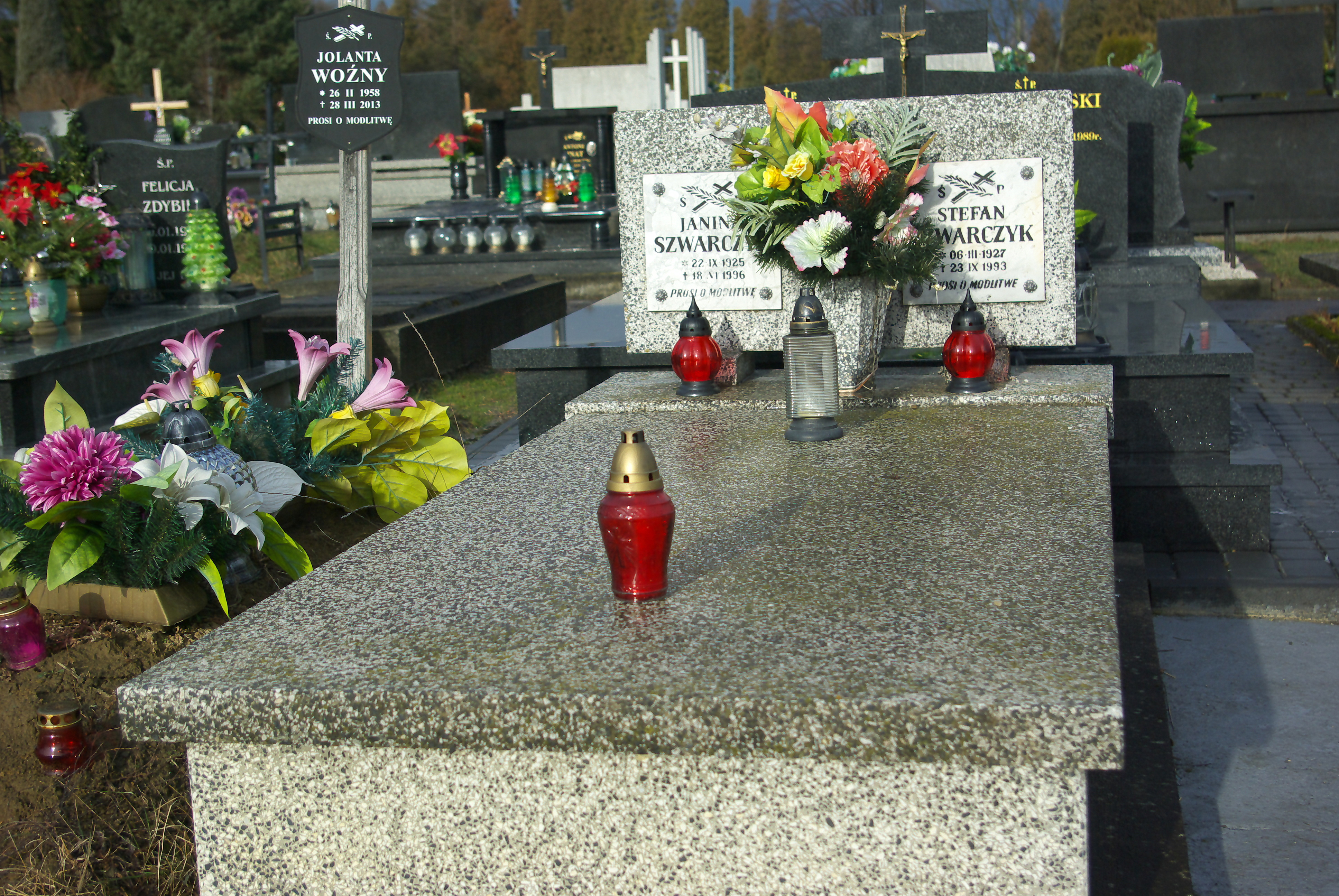
Grobowiec Janiny i Stefan Szwarczyk

## Życiorys
Stefan Aleksander Szwarczyk urodził się 6 marca 1927 w Sanoku. Był synem Heleny i Mariana, radnego Miejskiej Rady Narodowej w Sanoku.
U kresu II wojny światowej w 1944 został funkcjonariuszem Urzędu Bezpieczeństwa Publicznego. W Powiatowym Urzędzie Bezpieczeństwa Publicznego w Sanoku, działającym w budynku przy ul. Henryka Sienkiewicza 5, służył w plutonie ochrony od 1 listopada 1944 oraz jako młodszy referent od 30 sierpnia 1944. Następnie, także jako młodszy referent, pracował w PUBP w Łańcucie od 20 października 1945, w PUBP w Krośnie od 23 stycznia 1946 i jako plutonowy w Referacie IV PUBP w Nisku od 1 października 1947 do 31 grudnia 1949. Został działaczem PZPR.
Zmarł 23 września 1993 w Sanoku. Został pochowany na Cmentarzu Centralnym w Sanoku. Jego żoną była Janina z domu Materna (1925-1996).

## Odznaczenia
- Krzyż Kawalerski Orderu Odrodzenia Polski (1979)[3][4].